# Maktub
Maktub és una comèdia dramàtica espanyola protagonitzada per Diego Peretti, Aitana Sánchez Gijón, Goya Toledo, Andoni Hernández, Rosa Maria Sardà, Amparo Baró, Mariví Bilbao, Jorge García, Enrique Villén, Laura Natalia Esquivel, Oriol Tarrasón, Arón Piper, Sara Jiménez i Fátima Baeza. Escrita i dirigida pel debutant Paco Arango, estrenada el 16 de desembre de 2011.
La pel·lícula està inspirada en un jove de l'illa d'El Hierro (Canàries) de 15 anys, Antonio González Valerón, malalt de càncer. El tema principal de la Banda sonora original, "Nusetra playa eres tú", està escrita i interpretada pels dos millors amics d'Antonio, els raper Patricio Martín Díaz (El Crema) i Borja Jiménez Mérida (Bejotaeme), amb la cantant i actriu Laura Esquivel.

## Sinopsi
Manolo (Diego Peretti) està en plena crisi de la mitjana edat. El seu matrimoni amb Beatriz (Aitana Sánchez-Gijón) està a la vora del caos, la rutina del seu treball li resulta insuportable i la comunicació amb els seus dos fills i amb la vida mateixa és nefasta.
No obstant això, el destí li porta a creuar-se amb Antonio (Andoni Hernández), un noi canari de 15 anys malalt de càncer però amb una vitalitat molt contagiosa. A partir de llavors, la seva amistat amb ell, la seva mare (Goya Toledo), un divertit repartidor de menjar (Jorge García) i una extravagant infermera (Rosa Maria Sardà), entre d'altres, serà l'inici d'una infinitat de coincidències que canviaran la seva vida en un divertit i màgic conte de Nadal fascinant.
Maktub és una paraula que, en àrab, significa "estava escrit", i vol transmetre'ns que és "el destí" el que fixa i marca unes certes connexions amb la nostra vida, la nostra ànima i el Pla Diví.

## Repartiment
- Diego Peretti - Manolo
- Aitana Sánchez Gijón - Beatriz
- Goya Toledo - Mari Luz
- Amparo Baró - Merche
- Rosa Maria Sardà - Guadalupe
- Mariví Bilbao - Puri
- Enrique Villén - Raimundo
- Andoni Hernández - Antonio
- Laura Esquivel - Linda
- Jorge García - Carlos

## Premis i nominacions
Medalles del Cercle d'Escriptors Cinematogràfics
| Categoria                | Receptor(s) | Resultat   |
| ------------------------ | ----------- | ---------- |
| Millor actriu secundària | Goya Toledo | Guanyadora |
| Director revelació       | Paco Arango | Nominat    |

XXVI Premis Goya
| Categoria                | Receptor(s)                                                      | Resultat |
| ------------------------ | ---------------------------------------------------------------- | -------- |
| Millor actriu secundària | Goya Toledo                                                      | Nominada |
| Millor director novell   | Paco Arango                                                      | Nominat  |
| Millor cançó original    | Jorge Pérez Quintero, Borja Jiménez Mérida i Patricio Marín Díaz | Nominats |